# روی آندرشون (بازیکن فوتبال)
روی آندرشون (سوئدی: Roy Andersson؛ زادهٔ ۲ اوت ۱۹۴۹) بازیکن فوتبال اهل سوئد است.

## باشگاهی
از باشگاه‌هایی که در آن بازی کرده‌است می‌توان به باشگاه فوتبال مالمو اشاره کرد.

## تیم ملی
وی همچنین در تیم ملی فوتبال سوئد بازی کرده است.